# 湿球温度
湿球温度（英語：Wet-bulb temperature）是指对一块空气进行加湿，其饱和（相对湿度达到100%）时所达到的温度。由于汽化潜热由空气块提供，故此温度低于乾球温度，也是当前环境仅通过蒸发水所能达到的最低温度。湿球温度由实际空气温度（乾球温度）和湿度决定。湿球温度可以用乾濕球温度計测量。

## 热力学湿球温度
又称绝热饱和温度，是指仅通过加湿，使得一定体积的空气绝热地到达饱和状态。所有的潜热都从空气块中获取。通常所指的湿球温度即为此定义。

## 湿球温度计的温度读数

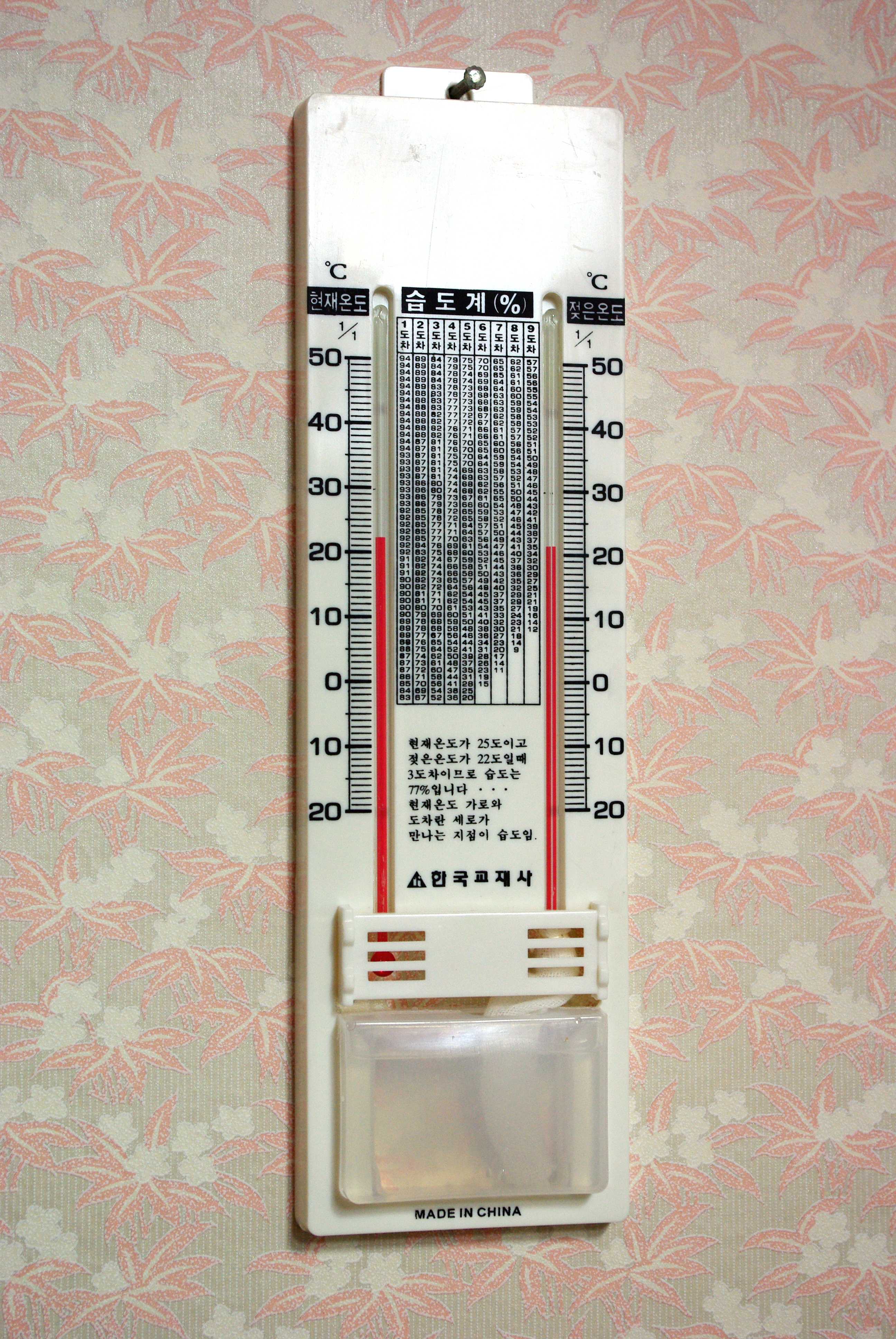
具有一个湿球温度计的干湿湿度计。

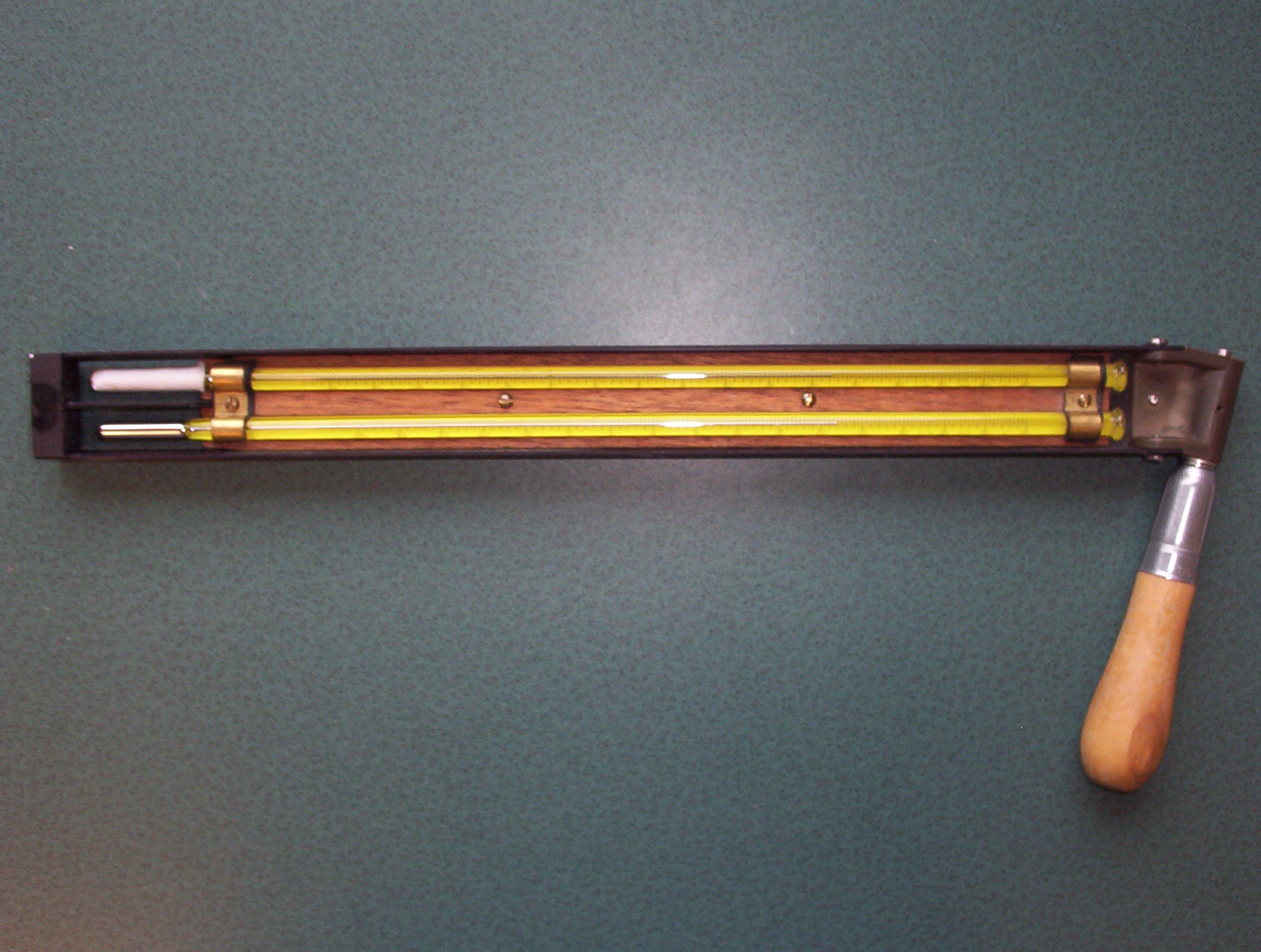
一个悬吊式干湿球湿度计(sling psychrometer)。 袜子(sock)布用蒸馏水弄湿，并在读数前旋转一分钟或更长时间。

湿球温度是被用温度计测量的，该温度计的球体包裹在被称为袜子(sock)的布中，该布通过毛细管作用作用用蒸馏水保持湿润。 这种仪器称为湿球温度计。悬吊式干湿球湿度计(sling psychrometer)是一种广泛用于测量干湿球温度的设备，它由一对水银球温度计组成，其中一个带有湿“袜子”布以测量湿球温度，另一个带有暴露在外的和干的以测量乾球温度。 温度计安装在可旋转的手柄上，可以旋转，以便水从袜子中蒸发并冷却湿球，直到达到热平衡。
实际的湿球温度计读取的温度与热力学湿球温度略有不同，但是它们的值非常接近。 这是由于巧合：对于水-空气系统，干湿比例（psychrometric ratio）恰好接近1，尽管对于空气和水以外的系统，它们可能不接近。

## 参阅
- 溼度圖
- 乾球温度
- 溼度計
- 大氣熱力學